# Pasquale Giuditta
Pasqualino Giuditta (Summonte, 8 aprile 1954) è un politico italiano.

## Biografia e carriera politica
Inizia la sua attività politica negli anni '80 militando nella Democrazia Cristiana (con cui è più volte consigliere comunale a Summonte, ricoprendo anche la carica di sindaco per più legislature fino al 2023), per aderire successivamente al CCD, Unione Democratica per la Repubblica, ai Popolari UDEUR e al PD. 
Alle elezioni regionali in Campania del 2000 si candida per la carica di consigliere regionale, in provincia di Avellino, nelle liste dell'UDEUR (all'interno della maggioranza di centro-sinistra guidata da Antonio Bassolino), classificandosi primo, ma non viene eletto, in quanto la lista non riesce a eleggere nessuno nel collegio di Avellino.
In occasione delle elezioni provinciali ad Avellino del 1999 viene eletto consigliere provinciale (riconfermato nel 2004) con l'UDEUR (nella maggioranza di centro-sinistra, nel collegio di San Martino Valle Caudina).
Alle elezioni politiche del 2006 è candidato alla Camera dei Deputati, nella circoscrizione Campania 2, nelle liste dei Popolari UDEUR, venendo eletto deputato della XV Legislatura. Alla Camera dei Deputati è segretario della IV Commissione (Difesa) ed è componente della Commissione Parlamentare d'Inchiesta sul Ciclo dei Rifiuti e sulle Attività Illecite. Ricopre inoltre l'incarico di presidente dell'Ambito Territoriale Ottimale Calore Irpino.
Nel 2008 fuoriesce dall'UDEUR, contestualmente alla caduta del secondo governo Prodi.
A novembre 2014 aderisce al Centro Democratico di Bruno Tabacci, divenendone coordinatore provinciale ad Avellino; successivamente, in occasione delle elezioni regionali in Campania del 2015, sostiene il candidato del centro-sinistra Vincenzo De Luca.